# Sigve Lie
Sigve Lie (Haugesund, 1 april 1906 – Oslo, 18 maart 1958) was een Noors zeiler.
Lie won samen met Hakon Barfod en Thor Thorvaldsen zowel in 1948 als in 1952 de gouden medaille in de drakenklasse.

## Olympische Zomerspelen
| Jaar | Plaats   | Resultaten   |
| ---- | -------- | ------------ |
| 1948 | Londen   | Drakenklasse |
| 1952 | Helsinki | Drakenklasse |

1948: Hakon Barfod / Sigve Lie / Thor Thorvaldsen ·
1952: Hakon Barfod / Sigve Lie / Thor Thorvaldsen ·
1956: Folke Bohlin / Bengt Palmquist / Leif Wikström ·
1960: Odysseus Eskitzoglou / Constantijn van Griekenland / Georgios Zaimis ·
1964: Ole Berntsen / Christian von Bülow / Ole Poulsen ·
1968: George Friedrichs / Barton Jahncke / Gerald Schreck ·
1972: Thomas Anderson / John Cuneo / John Shaw